# Bárna
Bárna è un comune dell'Ungheria di 1.144 abitanti (dati 2001). È situato nella contea di Nógrád.